# Baladas de Ivete
Baladas de Ivete é uma coletânea da artista musical brasileira Ivete Sangalo, lançada apenas no formato digital atraves do iTunes Brasil em 31 de julho de 2012 pela Universal Music. Com um total de 15 faixas, o álbum reúne diversas baladas da sua carreira.

## Informações
"Baladas de Ivete" é o segundo trabalho da cantora à ser lançado apenas no formato digital atráves de download digital na loja virtual iTunes Brasil, sendo que o primeiro foi O Carnaval de Ivete Sangalo, lançado em fevereiro de 2012. A coletânea que reúne diversas canções românticas do repertório da artista, traz sucessos como "Se eu não te amasse tanto assim", "Quando a chuva passar", "Deixo", "Coleção" e "Me abraça", entre outros. Além disso, a canção "Eu Nunca Amei Alguém como Te Amei", presente na trilha sonora da novela Fina Estampa, também foi incluída no álbum, assim como a releitura do sucesso "Eu Sei Que Vou Te Amar".

## Desempenho comercial
Durante suas primeiras horas comercializado no iTunes Store, o álbum alcançou o topo dos cds mais baixados.

## Lista de faixas
| N.º | Título                                                   | Duração |  |
| 1.  | "Eu Sei que Vou te Amar"                                 | 2:24    |  |
| 2.  | "A Lua Q Eu Te Dei (Live)"                               | 3:31    |  |
| 3.  | "Pensando em Nós Dois" (com a participação de Seu Jorge) | 4:51    |  |
| 4.  | "Quando a Chuva Passar"                                  | 4:07    |  |
| 5.  | "Fullgás (Acústico)"                                     | 3:25    |  |
| 6.  | "Teus Olhos" (com a participação de Marcelo Camelo)      | 3:57    |  |
| 7.  | "Completo" (com a participação de Mônica de San Galo)    | 3:58    |  |
| 8.  | "Me Abraça (Live Version)" (Banda Eva*)                  | 4:58    |  |
| 9.  | "Deixo"                                                  | 5:53    |  |
| 10. | "Faz Tempo"                                              | 4:26    |  |
| 11. | "Retratos e Canções"                                     | 3:45    |  |
| 12. | "Coleção (Live Version)" (Banda Eva*)                    | 3:00    |  |
| 13. | "Eu Nunca Amei Alguém como Te Amei"                      | 4:35    |  |
| 14. | "Se Eu Não Te Amasse Tanto Assim"                        | 3:49    |  |
| 15. | "Alô Paixão" (Banda Eva*)                                | 4:18    |  |

- As faixas listadas com o (*) são as canções cantada por Ivete na Banda Eva.[1]

## Histórico de Lançamento
| País   | Data                | Formatos         | Gravadora       |
| ------ | ------------------- | ---------------- | --------------- |
| Brasil | 31 de julho de 2012 | download digital | Universal Music |